# Kirkwood (Kalifornia)
Kirkwood – jednostka osadnicza w Stanach Zjednoczonych, w stanie Kalifornia, w hrabstwie Alpine.